# Balta acutiventris
Balta acutiventris är en kackerlacksart som först beskrevs av Lucien Chopard 1924.  Balta acutiventris ingår i släktet Balta och familjen småkackerlackor. Inga underarter finns listade.